# 議院記章
議院記章（ぎいんきしょう）とは、議員記章（通称「議員バッジ」）他、衆議院、参議院及び国立国会図書館において発行・交付される記章の総称。本来は、徽章と表記されるべきであるが、常用漢字に含まれない漢字が使用されているため、記章とされ、各議院の記章規程においても「記章」が用いられている。

## 概要
各議院の議員、議員の公設秘書、私設秘書、国会職員、出入業者、政党職員、記者、政府特別補佐人、公務員、秘書官、前議員、議員配偶者等の種別に分かれて、衆議院事務局、参議院事務局、国立国会図書館と発行者を異にするものを含めて数十種類の記章が定められており、個々に議院内の通行可能区域が規定されている（当然、議院衛視はそれら全ての種類及び通行区域を記憶している）。最も広範な通行区域が定められているのは、議員記章であり、その他の者は、通行する必要のない区域への通行は制限されている。
なお、国会議員以外（民間起用の有識者）の国務大臣は政府特別補佐人記章を、裁判官弾劾裁判所参事は裁判官弾劾裁判所が参議院第二別館にあるため参議院職員記章を、裁判官訴追委員会参事は裁判官訴追委員会が衆議院第二議員会館にあるため衆議院職員記章をそれぞれ使用している。
議員記章を除く、ほぼ全ての記章には帯用証・帯用カードが定められており、帯用証に氏名と顔写真が記載された本人以外は記章を使用することができない（バッジを胸に付け、帯用証はカードホルダーに入れて首から下げる）。ただし、臨時の院内出入及び通行に用いられる衆議院特別通行記章（甲）、参議院特別通行記章及び公務員記章の一部は、記章及び帯用証が特殊なものであるため、来客時に議員同士や官庁内での貸し借りなどが頻繁に行われている。
なお、衆議院の職員記章は「衆」の文字の、参議院の職員記章は「参」の文字の、国立国会図書館の職員記章は「書」の文字の、政府職員の議院記章は「会」の文字の、それぞれ図案化されたものが用いられている。また記者記章は頻繁に意匠改訂が行われているが、おおむねペンの形が取り入れられた図案となっている。
また、議員記章を除く各記章の裏には番号が刻印されて本来の保持者が判別できる仕組みになっている。